# بيركهولدرية أونامية
بيركهولدرية أونامية (الاسم العلمي: Burkholderia umamae) هي نوع من البكتيريا، سلبية الغرام، تتبع جنس البيركهولدرية.